# تازاروتین
تازاروتین (به انگلیسی: Tazarotene) (به بازار عرضه شده با عنوان‌های Tazorac ،Avage ،Zorac و Fabior) نسل سوم رتینوئید موضعی است که به عنوان یک کرم، ژل یا فوم تجویزی به فروش می‌رسد. تازاروتین یک عضو از رتینوئیدهای کلاس استیلنی است. این دارو تأیید شده برای درمان پسوریازیس، آکنه و پوست آسیب دیده با آفتاب (photodamage) است. آن معمولاً در دو غلظت: ۰٫۰۵٪ و ۰٫۱٪ به فروش می‌رسد.